# René Hoppe
René Hoppe (n. 9 decembrie 1976, Oelsnitz/Vogtl., Saxonia, Germania) este un bober ce a reprezentat Germania, medaliat olimpic. A participat la o ediție a Jocurilor Olimpice (2006) în care a câștigat o medalie de aur.

## Participări
Lista de mai jos prezintă principalele competiții la care a participat René Hoppe de-a lungul carierei.
- bobsleigh at the 2006 Winter Olympics – four-man[*]